# 扎利斯涅 (新普斯科夫區)
49°50′53″N 39°7′46″E / 49.84806°N 39.12944°E
扎利斯內（烏克蘭語：Залісне）是位於烏克蘭東部的村莊，由盧甘斯克州舊比利斯克區的比洛盧齊克市鎮負責管轄。該村始建於1957年，面積0.74平方公里，海拔高度163米，2001年人口58，人口密度每平方公里78.4人。